# YBN Nahmir
Pour les articles homonymes, voir Simmons.
YBN Nahmir, de son vrai nom Nicholas Alexander Simmons, né le 18 décembre 1999 à Birmingham, en Alabama, est un rappeur américain.

## Biographie

### Jeunesse
YBN Nahmir grandit dans sa ville natale de Birmingham, où il est élevé par sa mère et habite avec cette dernière, sa tante et ses cousins.
Adolescent, YBN Nahmir passe beaucoup de temps à jouer à la Xbox 360, console de jeux vidéo Microsoft, notamment sur les modes RP de Grand Theft Auto 5 dans lesquels ils s'amusent à faire des freestyles de rap avec ses amis sur le Xbox Live. C'est avec ces amis que Simmons fonde le collectif YBN (Young Boss Nigga) avec YBN Almighty Jay (en), YBN Cordae (en), YBN Glizzy, son cousin YBN Manny, YBN Walker, YBN Nicky Baandz, YBN Malik, YBN Carl et YBN Dayday. Il fait ses premiers pas dans la musique en total amateur, enregistrant ses premières chansons à l'aide d'un micro servant d'accessoire au jeu vidéo Rock Band.

### Carrière musicale
En mars 2015, YBN Nahmir publie son premier titre sur Internet intitulé Hood Mentality, et avec la participation de YBN Almighty Jay.
En 2016, il dévoile sa première mixtape, intitulée Believe in the Glo, suivie l'année suivante de la mixtape #YBN.
Le 22 août 2017, YBN Nahmir publie le single Rubbin Off the Paint sur la plateforme de distribution audio SoundCloud, lequel bénéficie d'un clip le mois suivant publié sur la chaîne YouTube WorldStarHipHop (en) ; chaîne qui offre de l'exposition aux jeunes rappeurs. Enregistré dans sa chambre avec un micro recouvert d'une chaussette servant d'isolant, le titre devient viral et rencontre un grand succès, débutant directement à la 79e place du Billboard Hot 100, et se glissant jusqu'à la 46e place la semaine du 16 décembre 2017.
Propulsé sur les devants de la scène par son précédent single, YBN Nahmir dévoile Bounce Out With That en janvier 2018. Le single est certifié d'or quelques mois après sa sortie. La même année, il figure sur le remix du single Hi Bich de Bhad Bhabie aux côtés de Asian Doll et Rich the Kid, signe chez Atlantic Records, est nommé dans la XXL Freshman Class 2018, et annonce une tournée européenne.
Toujours en 2018, en parallèle de son succès, il est diplômé du lycée Clay-Chalkville (en) de Birmingham, mais le proviseur l'interdit de se présenter à la cérémonie de remise des diplômes pour éviter une éventuelle émeute.
Le 7 septembre 2018, lui, YBN Almighty Jay (en) et YBN Cordae (en) dévoilent YBN : The Mixtape, comprenant des collaborations avec Chris Brown, Wiz Khalifa, Machine Gun Kelly, Lil Skies, Asian Doll, Cuban Doll et Gucci Mane.
En 2019, YBN Nahmir dévoile successivement les singles : Baby 8, Opp Stoppa, et Fuck It Up en collaboration avec City Girls et Tyga.
Courant 2020, le collectif YBN se sépare officiellement. Simmons conserve tout de même le pseudo de YBN Nahmir, tandis que Cordae et Almighty Jay prennent la décision de supprimer le sigle de leurs noms d'artistes.
En novembre de la même année, il dévoile le single Wake Up ; lequel rencontre un accueil très mitigé accumulant plus de vingt milles « dislikes » sur la plateforme YouTube.
Le 26 mars 2021, YBN Nahmir sort son premier album studio intitulé VISIONLAND. L'album est un échec commercial, les chiffres de ventes ne sont pas dévoilés mais sont toutefois estimées à 4 000 exemplaires écoulés. En parallèle, il est moqué sur Internet pour  chanter faux sur le titre Soul Train.

## Discographie

### Album studio
- 2021 : VISIONLAND

### Mixtapes

#### Solo
- 2016 : Believe in the Glo
- 2017 : #YBN

#### Avec YBN
- 2018 : YBN : The Mixtape

### Singles
- 2017 : I Got a Stick
- 2017 : Glizzy Hella Geekin
- 2017 : No Hook (avec YBN Almighty Jay (en))
- 2017 : Bail Out
- 2017 : Rubbin Off the Paint
- 2018 : Bounce Out With That
- 2019 : Baby 8
- 2019 : Opp Stoppa
- 2019 : Fuck It Up (featuring City Girls & Tyga)
- 2020 : Talkin
- 2020 : 2 Seater (featuring G-Eazy & Offset)
- 2020 : I Remember
- 2020 : Pop Like This (featuring Yo Gotti)
- 2020 : Wake Up
- 2021 : Opp Stoppa (Remix) (featuring 21 Savage)